# 863
El 863 (DCCCLXIII) fou un any comú començat en divendres del calendari julià.

## Esdeveniments
- Els vikings arriben a Kíev.
- Carles II el Calb obté la fidelitat dels bretons.

## Necrològiques
- Carles de Provença